# Jordán Carrillo
Jordán Carrillo Rodríguez (ur. 30 listopada 2001 w Culiacán) – meksykański piłkarz występujący na pozycji skrzydłowego lub ofensywnego pomocnika, reprezentant Meksyku, od 2024 roku zawodnik Santosu Laguna.